# Ude af rute
Ude af rute er en dansk kortfilm fra 2000, der er skrevet og instrueret af Jacob Grønlykke.

## Handling
Et solbeskinnet landskab. Grønt og frodigt. Sindbilledet på vor barndoms danske sommer på landet. Fra før verden gik af lave. Gennem disse landskaber kører Åge hver dag sin bus. Det har han gjort i over en menneskealder. Bussen var engang en vital del af samfundet. I dag er der i hvert fald ingen, der benytter den; men Åge kører trodsigt hver dag. Hvorfor? Er det en kamp for at fastholde en uskyldig fortid? Men snart vil en begivenhed indtræffe, der på en nat vil føre Åge frem i nutiden.